# سیارک ۱۰۷۷۶
سیارک ۱۰۷۷۶ (به انگلیسی: 10776 Musashitomiyo، نامگذاری:1991CP1) ده هزار و هفتصد و هفتاد و ششمین سیارک کشف شده‌است که در ۱۲ فوریه ۱۹۹۱ کشف شد.
قدر مطلق سیارک برابر ۱۹.۵ است.